# 伽倻線
伽倻線（カヤせん）は、大韓民国釜山広域市沙上区にある沙上駅と釜山広域市釜山鎮区にある凡一駅を結ぶ、韓国鉄道公社（KORAIL）の鉄道路線である。
並行する京釜線の迂回線として機能するほか、接続する釜田線と合わせて京釜線ソウル方面と東海線を連絡する役割を持つ。旅客列車は、釜田駅発着の慶全線直通列車と、新海雲台駅発着の京釜線列車が当路線と釜田線を経由している。

## 駅一覧
- ▲：一部列車停車、|：全列車通過、背景色が■である区間（伽倻 - 凡一間）は運行経路外
- 駅所在地は全線釜山広域市内。

| 駅名   | 駅名     | 駅間キロ (km) | 累計キロ (km) | ム グ ン フ ァ | 接続路線                         | 所在地   |
| 日本語 | ハングル | 駅間キロ (km) | 累計キロ (km) | ム グ ン フ ァ | 接続路線                         | 所在地   |
| ------ | -------- | ------------- | ------------- | -------------- | -------------------------------- | -------- |
| 沙上駅 | 사상역   | 0.0           | 0.0           | ▲              | 韓国鉄道公社：京釜線（直通運転） | 沙上区   |
| 伽倻駅 | 가야역   | 5.1           | 5.1           | \|             | 韓国鉄道公社：釜田線（直通運転） | 釜山鎮区 |
| 凡一駅 | 범일역   | 3.2           | 8.3           |                | 韓国鉄道公社：東海線             | 釜山鎮区 |

### 廃駅
- 周礼駅：沙上駅と伽倻駅の間に所在（沙上起点1.9km）。2014年1月24日廃止。